# Disney hercegnők varázslatos meséi
A Disney hercegnők varázslatos meséi (eredeti cím: Disney Princess Enchanted Tales: Follow Your Dreams) 2007-ben megjelent amerikai 2D-s számítógépes animációs film, amely a Disney két legendás hercegnője, Auróra a Csipkerózsikából és Jázmin az Aladdinból, ezeknek az elbűvölő műsoroknak a főszereplője. Az animáiós játékfilm rendezője David Block, producerei Kurt Albrecht és Douglas Segal. A forgatókönyvet Shirley Pierce írta, a zenéjét Jeff Danna szerezte. A videófilm a DisneyToon Studios gyártásában készült, a Walt Disney Home Entertainment forgalmazásában jelent meg. Műfaja zenés film.
Amerikában 2007. szeptember 4-én adták ki DVD-n, Magyarországon 2013. március 28-án Disney Channel vetítették le a televízióban.

## Televíziós megjelenések
Disney Channel 